# École nationale supérieure de mécanique et des microtechniques
La École nationale supérieure de mécanique et des microtechniques (Istituto nazionale di meccanica e micro-tecniche) è un'università francese, grande école d'Ingegneria istituita nel 1902, situata a Besançon nel campus dell'Università della Franca Contea.

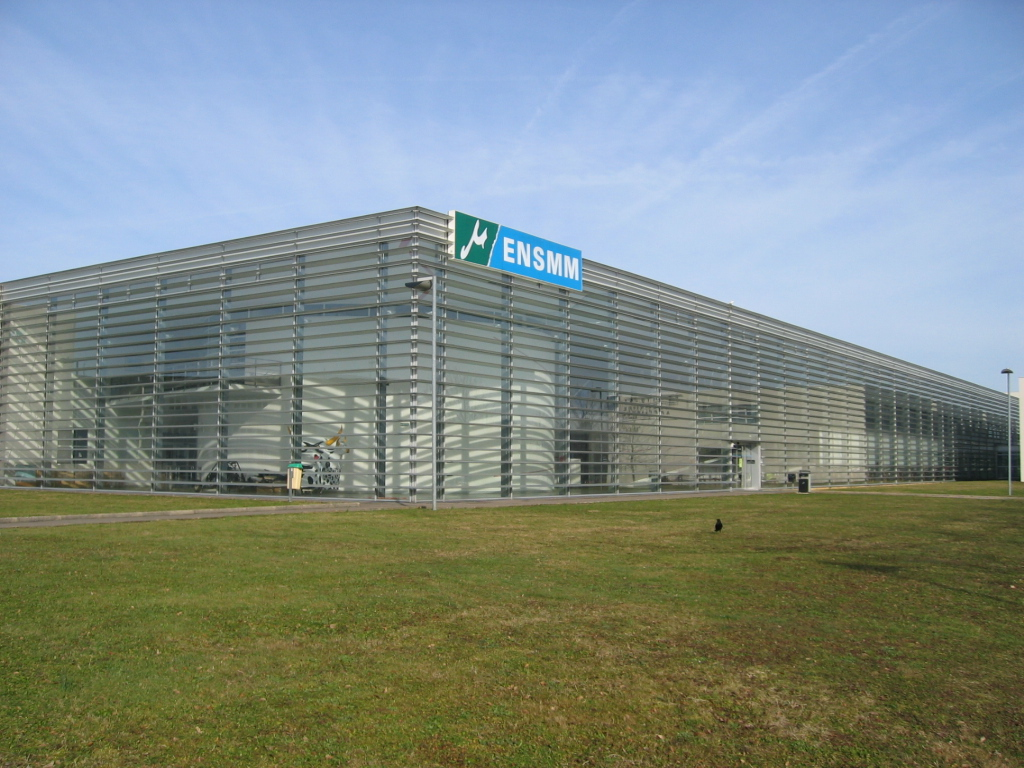
ENSMM

La scuola è specializzata in orologeria e microtecnologia.

## Centri di ricerca
La ricerca alla ENSMM è organizzata attorno a 4 poli tematici
- Sistemi automatici e micro-meccatronici
- Tempo-frequenza
- Meccanica applicata
- Micro-nanoscienze e sistemi